# Vua Lia

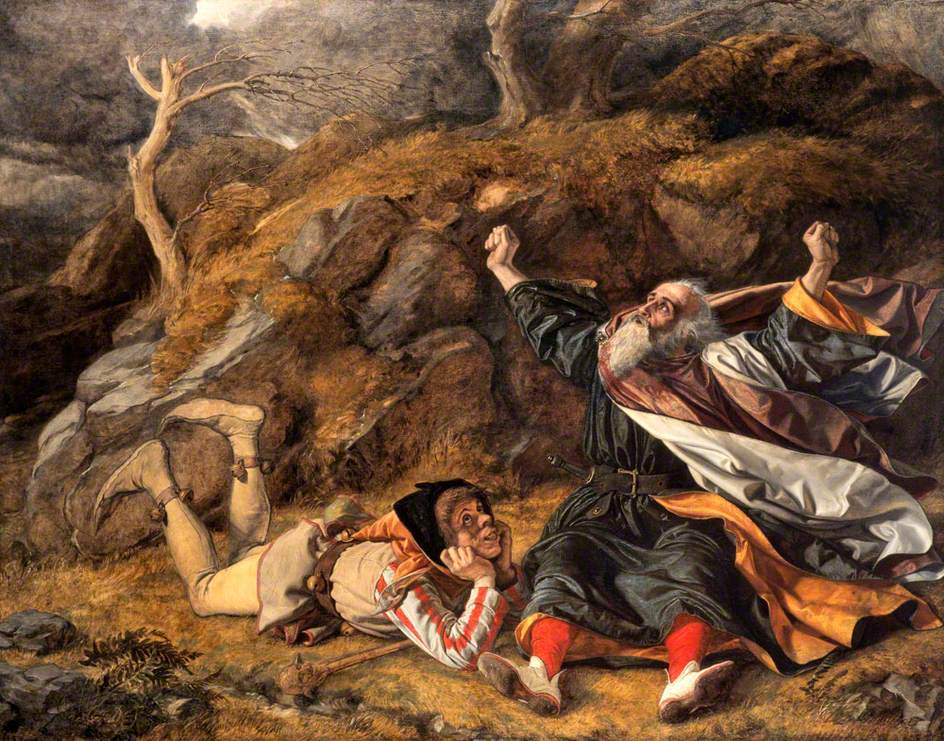
"Vua Lear và chàng ngốc trong cơn bão" - tác phẩm của William Dyce (1806–1864)

Vua Lear (tiếng Anh: King Lear) là một vở bi kịch của William Shakespeare. Nó miêu tả quá trình điên rồ của nhân vật chính sau khi chia vương quốc của mình cho hai trong số ba người con gái dựa trên những lời khen của các con, và điều mang lại những hậu quả bi thảm cho tất cả.
Dựa trên truyền thuyết vua Leir của Anh, một vị vua trong thần thoại Celtic giai đoạn trước La Mã, vở kịch đã được chuyển thể vô số lần sang sân khấu và điện ảnh, với sự tham gia diễn xuất của nhiều diễn viên xuất sắc nhất thế giới.